# Macropidia fuliginosa
Macropidia es un género monotípico de planta con rizoma perteneciente a la familia Haemodoraceae. Su única especie: Macropidia fuliginosa (Hook.) Druce, Bot. Soc. Exch. Club Brit. Isles 5: 634 (1917).  Es originaria del oeste de Australia.

## Descripción
Son plantas rizomatosas, perennes, herbáceas que alcanzan un tamaño de 0,2-1,8 m de altura. Las flores de color verde y negro, se producen desde agosto hasta diciembre en los suelos de arena blanca y grava lateríticas en Australia Occidental.

## Taxonomía
Macropidia fuliginosa fue descrita por (Hook.) Druce y publicado en Report, Botanical Society and Exchange Club of the British Isles 5: 634. 1917.
Sinonimia
- Anigozanthos fuliginosus Hook., Bot. Mag. 73: t. 4291 (1847).
- Macropidia fumosa J.Drumm. ex Harv., Hooker's J. Bot. Kew Gard. Misc. 7: 57 (1855).[4]